# Янко Лесковар
Янко Лесковар (*Janko Leskovar, 12 грудня 1861 — 4 лютого 1949) — хорватський письменник епохи модернізму.

## Життєпис
Походив зі збіднілої аристократичної родини Лесковарів. Народився у Валентіново (неподалік від кордону із сучасною Словенією) у 1861 році. Здобув професію викладача, після чого працював вчителем у провінційних містечках Хорватського загор'я — Преграда, Крапина, Карловац.
У 1906 році перебирається до Загребу, де також працює вчителем. У 1914 році повертається до рідного міста. Тут мешкав до самої смерті у 1949 році.

## Творчість
У своїх новелах та романах Лесковар поглибив психологізм хорватського реалістичного роману. При цьому відчув помітний вплив творчості І.Тургенєва. Важливу роль у психологічному методі Лесковара отримав ліричний пейзаж, супутній подіям любовної історії.
У повістях початку 1890-х років описав життя провінційного інтелігента — безправного, рабськи залежного від шкільної і церковної влади («Думка про вічність», 1891 рік; «Катастрофа», 1892 рік).
Образ рефлексуючого героя, чесного і з благородними спонуками, але нездатного керувати ні особистою долею, ні громадською був в центрі роману «Розорений маєток» (1896 рік).
Тема нездійсненого кохання займає головне місце в романі «Тіні любові» (1897 рік) і в його новелістиці кінця 1890-х років. В оповіданні «Страждалець» (1900 рік) Лесковар намагався створити образ активного героя, проте нездатного на соціальний протест.